# Hoplopholcus forskali
Hoplopholcus forskali este o specie de păianjeni din familia Pholcidae. Culoarea corpul e maronie cu câteva pete brune pe opistosomă. Prosoma prezintă pe partea dorsală o linie întunecată longitudinală, lărgită în regiunea ochilor și în regiunea a. Sternul este monocromatic, maroniu. Pe articolul femural al picioarelor masculilor sunt circa 30 - 40 peri chitinoși.
Hoplopholcus forskali construiește pânze haotice, fără vreun model determinat. De asemena, la atingerea pânzei de către inamic, păianjenul provoacă oscilarea acesteia.
Poate fi întâlnit în locurile retrase din locuințele umane, beciuri, în adăposturile pentru animale. Este răspândit din Europa de Est până în Turkmenistan (Asia Centrală).